# Cândido Joaquim Xavier Cordeiro
Pour les autres membres de cette famille, voir Famille Cordeiro et pour les homonymes, voir Cordeiro (homonymie).
Cândido Joaquim Xavier Cordeiro, chercheur en pharmacologie et pharmacien portugais, né le 19 mai 1807 à Torres Novas (date de décès inconnue). Fils de Joaquim Nicolau Rodrigues Cordeiro (né au XVIIIe siècle, mort en 1856) et de D. maria José Xavier da Natividade (1774-30 janvier 1869). Il est le frère du poète António Xavier Rodrigues Cordeiro.
Pharmacien diplômé de l'école Médico-chirurgicale de l'hôpital Saint José de Lisbonne, en 1828. Après avoir exercé successivement sa profession à Torres Novas et Leiria, il est nommé administrateur du dispensaire de l'université de Coimbra. Membre honoraire de la Sociedade Farmacêutica Lusitana (société pharmacienne lusitanienne).
Il a publié Elementos de pharmacia theorica e pratica, contendo muitos artigos proveitosos para o exercicio da pharmacia (Éléments de pharmacie théorique et pratique, contenant beaucoup d'articles utiles pour l'exercice de la pharmacie), divisé en deux parties, publié à Coimbra, 1860 e 1851. Le livre reçut un très bon accueil de la part du milieu scientifique et médical, et fut l'objet d'articles élogieux dans les journaux spécialisés, notamment dans le Leiriense du 18 et 25 août 1860, ou le Politica Liberal, du 29 juillet de la même année.